# Planiranje (ekonomija)
Planiranje je osnova svakog dugoročnog razmišljanja menadžera i temelj za uspješno poslovanje poduzeća. Svako perspektivno poduzeće treba imati plan.

## Definicija
Planiranje je najvažniji zadatak menadžera u oblikovanju okruženja, tj. organizacije kako bi djelovanje pojedinaca koji rade zajednički u skupinama bilo učinkovito. Planiranjem se premošćuje jaz između onoga gdje smo sada i onoga gdje želimo ići. Planiranje je intelektualno zahtjevan proces koji traži svjesno određivanje smjerova djelovanja i temeljenje odluka na svrsi, znanju i ispravnim procjenama.

## Priroda i svrha planiranja
Važnost planiranja se očituje kroz 4 (četiri) aspekta :
- doprinos planiranja svrsi i ciljevima
- primat planiranja među managerskim zadacima
- sveprisutnost planiranja
- efikasnost stvorenih planova

## Ciljevi
Ciljevi su važna krajnja točka prema kojoj su usmjerene organizacijske i individualne aktivnosti.

## Strategije, politike i pretpostavke planiranja
Strategije i politike su blisko povezane. Obje su okvir za planove i temelj su operativnih planova i utječu na sva područja upravljanja. Strategija je sredstvo za ostvarivanje krajnjih točaka strateškog procesa. Odnosi se na određivanje misije i osnovnih dugoročnih ciljeva poduzeća, usvajanje pravaca akcije i alociranje resursa za njihovo ostvarenje.
Politike su opće izjave ili suglasnosti koje usmjeravaju razmišljanje managera pri odlučivanju. Osiguravaju da se odluke nalaze unutar određenih granica.

## Odlučivanje
Odlučivanje se definira kao odabir nekog smjera djelovanja između više alternativa. U odabiru alternative se mogu koristiti tri (3) pristupa :
1. Iskustvo
2. Eksperimentiranje
3. Istraživanje i Analiza

Programirane odluke su prikladne za strukturirane (rutinske) odluke i uglavnom ih donose manageri na nižim organizacijskim razinama. Neprogramirane odluke se koriste za nestrukturirane i nerutinske probleme i obično ih donose manageri viših razina.
Vidi : Odlučivanje

## Načela i smjernice za planiranje
- Svrha i priroda planiranja

1. Svrha svakog plana je pridonijeti postizanju ciljeva poduzeća.
2. Ciljevi moraju biti jasni, dostižni i provjerljivi.
3. Efikasnost plana se mjeri njegovim doprinosom svrsi i ciljevima.

- Struktura planova

1. Da bi planiranje bilo koordinirano pojedinci zaduženi za planiranje moraju razumjeti i prihvatiti planske pretpostavke.
2. Plan će biti učinkovitiji ako su strategije i politike poduzeća jasno shvaćene.

- proces planiranja

1. Odabir prave alternative ovisi o ograničavajućim čimbenicima koji su presudni za postizanje željenog cilja.
2. Planiranje mora obuhvatiti buduće vremensko razdoblje kako bi sadašnja odluka imala bolji učinak.
3. Fleksibilnost planova je potrebna da bi se umanjila opasnost od neočekivanih događaja.
4. Planove je potrebno periodički provjeravati i mijenjati ako to situacija zahtijeva kako bi se došlo do željenog cilja.